# 도포

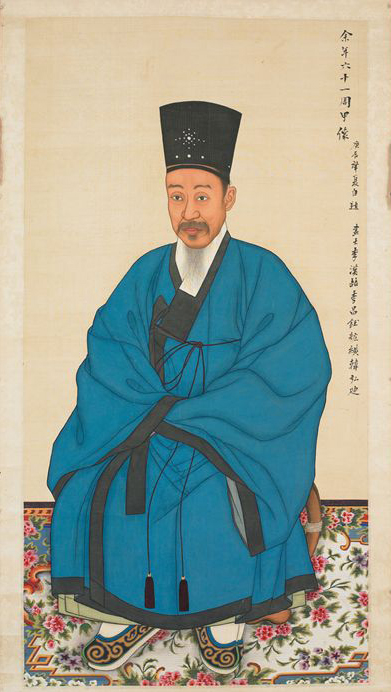
도포를 입은 흥선대원군 초상

도포(道袍)는 한국에서 통상 예복으로 입던 남성의 겉옷을 이르는 말이다.
깃은 두루마기의 깃과 같으며 동정이 있다. 소매는 넓은 두리소매이고, 섶과 무가 있으며 뒷길의 중심선이 진동선부터 틔어 있다. 옷감은 명주·비단·공단·모시·생모시·베·광목 등이 사용되고, 색상은 초록색·청색·다홍색·미색·백색 등으로 다양하다.
조선시대의 도포는 그 폭으로 신분을 가늠할 수 있었으며 보통 양반의 것보다 상민의 도폭은 그 폭이 아주 좁아서 걷어 그 폭의 차이가 걷어도 별 차이가 없었으며 옷자락의 폭도 비슷한 양상을 보였다.
1897년에는 예복 및 의복의 간소화가 시행되면서 남자의 다양한 포(袍)도 흑색 두루마기 하나로 간소화 되는 등 큰 변화를 가져온다. 원래 도포는 양반들에게 국한됐던 옷이지만 조선 후기에 들어서면서, 서민들에게도 제사 때에 한해 착용이 허용됐다.
남자 한복에서는 도포가 넓은 소맷자락과 포를 바탕으로 넓은 포부와 남성미를 상징하는 모습이어서 현대 한국 영화에서도 두루마기나 도포의 폭을 넓게 하고 색을 다채롭게 한다.

## 같이 보기
- 한복
- 포 (옷)

## 참고 자료
- 이 문서에는 다음커뮤니케이션(현 카카오)에서 GFDL 또는 CC-SA 라이선스로 배포한 글로벌 세계대백과사전의 내용을 기초로 작성된 글이 포함되어 있습니다.